# Сідашенко Олександр Іванович
Сідашенко Олександр Іванович (нар. 28 квітня 1948) — пом.17 квітня 2020) - професор, кандидат технічних наук, академік Інженерної академії України, лауреат Державної премії України в галузі науки і техніки, завідувач кафедри технологічних систем ремонтного виробництва Харківського національного технічного університету сільського господарства імені Петра Василенка.

## Біографія
Олександр Сідашенко народився 28 квітня 1948 року в м. Красноград, Харківської області.
Після закінчення у 1966 році Краснодарської середньої школи вступив до Харківського інституту механізації та електрифікації сільського господарства, де навчався до 1971 року, лаборант кафедри деталей машин.
З 1972 року працював молодшим науковим співробітником лабораторії вібраційних машин.
З 1973 року асистент кафедри механізації тваринницьких ферм.
Протягом 1973-1976 років аспірант кафедри ремонту машин.
Протягом 1976-1979 років працював асистентом кафедри ремонту машин.
У жовтні 1978 року Олександр Іванович працював на посаді заступника декана факультету механізації сільського господарства.
З серпня 1979 року працював старшим викладачем кафедри ремонту машин.
Протягом 1979-1986 років Олександр Сідашенко був обраний головою профспілкового комітету Харківського інституту механізації та електрифікації сільського господарства.
З березня 1986 року працював на посаді заступника декана факультету заочного навчання та старшого викладача кафедри ремонту машин.
У 1986 році Олександр Іванович захистив кандидатську дисертацію «Повышение работоспособности рабочих органов дробилок зерновых кормов», присвоєно ступінь кандидата технічних наук.
З травня 1987 року працював доцентом кафедри.
У 1988 році був обраний завідувачем кафедри ремонту тракторів, автомобілів та сільськогосподарських машин.
У 1989 року Олександру Івановичу присвоєне вчене звання доцента.
У 1991 році був організатором створення факультету технічного сервісу.
З червня 1995 року присвоєне вчене звання професора.
У 1997 році був обраний членом-кореспондентом Інженерної академії України, призначений Науковим радником голови облдежрадміністрації Харківської області.
У 1999 році Олександр Іванович був обраний академіком Інженерної академії України.
З червня 2011 року Олександр Сідашенко член спеціалізованої вченої ради К64.832.03 по захисту кандидатських дисертацій.

## Праці
Сідашенко Олександр Іванович є автором 6 підручників, 10 навчальних посібників, 3 довідників, 2 термінологічних словників, 58 авторських свідоцтв та патентів, 6 монографій, понад 500 наукових та навчально-методичних праць http://internal.khntusg.com.ua/athra/web/index.php/browse?value=СІДАШЕНКО%20ОЛЕКСАНДР%20ІВАНОВИЧ.

## Відзнаки та нагороди
- Почесна грамота Міністерства освіти і науки України (1992);
- Лауреат Державної премії України в галузі науки і техніки (1994);
- Почесна грамота Міністерства агропромислового комплексу України (2000);
- Знак «Відмінник технічної служби України» (2003);
- Знак «Відмінник аграрної освіти і науки» (2003);
- Знак «Відмінник освіти України» (2004);
- Знак «Відмінник аграрної освіти і науки» (2005);
- Трудова відзнака «Знак пошани» (2006);
- Почесна відзнака Харківської обласної ради «Слобожанська слава» (2008);
- Знак «Відмінник аграрної освіти і науки» І ступеня (2010);
- Заохочувальна відзнака Шолови Харківської обласної ради - цінним подарунком (2016);
- Почесний знак ХНТУСГ «За заслуги» (2016);
- Почесна грамота Верховної Ради України за особливі заслуги перед українським народом (2017).